# La vuelta al nido
 La vuelta al nido  és una pel·lícula de l'Argentina en blanc i negre dirigida per Leopoldo Torres Ríos sobre el seu propi guió que es va estrenar el 4 de maig de 1938 i que va tenir com a protagonistes a José Gola i Amelia Bence. La pel·lícula també és coneguda pel seu títol original Seamos novios otra vez.
Va ser reconeguda com la cinquena millor pel·lícula del cinema argentí de tots els temps en l'enquesta realitzada pel Museo del Cine Pablo Ducrós Hicken el 1977, mentre que va ocupar el lloc 24 en l'edició de 2000. En una nova versió de l'enquesta organitzada en 2022 per les revistes especialitzades La vida útil, Taipei i La tierra quema, presentada al Festival Internacional de Cinema de Mar del Plata, la pel·lícula va aconseguir el lloc 51.

## Sinopsi
Enrique, un gris empleat d'oficina que viu un matrimoni ja sense passió comença a replantejar-se la seva vida quan rep un anònim que diu que la seva dona l'enganya.

## Comentaris
Manrupe i Portela van escriure:
| « | ” Obra mestra de Torres Ríos, poc considerat en el seu moment, va representar un fracàs del qual el director va trigar anys a recuperar-se. Peça de transició formal entre el mut i el sonor, el naturalisme amb què està dirigida, plantejada i actuada, queda com un exemple del que va poder ser el cinema argentí alternatiu i autèntic. L'emoció i l'amargor de la vida de la ciutat té vigència encara, i Gola-Bence estan realment bé. A fins dels anys ‘50, la pel·lícula va ser redescoberta guanyant prestigi i convertint-se en un clàssic. Amb clares referències a [[The Crowd}]] (King Vidor, Estats Units, 1928)” | » |

El crític Jorge Miguel Couselo va dir sobre el film:
| « | ”Reconeixent una certa ingenuïtat argumental, l'estructura de la vuelta al nido era densa i pacientment treballada, deliberadament intimista i morosa, pròdiga en el detall que pot semblar fútil amb relació a les resolucions de la trama. És la cerca angoixada d'un temps psicològic al qual concorren la connotació realista i les vigílies del protagonista. Torres Ríos sostenia llavors que el cinema nord-americà creava un ritme que no era el ritme natural de la vida quotidiana i que aquesta es forja en mínims detalls independentment inexplicables però que, embastats els uns als altres, conformen el comportament i la conducta de les persones. Això ho portava a un estil directe però minuciós, pacient, amb la valoració dels anomenats temps morts, on no culmina ni es decideix res. Si en aquest tractament pot col·legir-se una influència europea, explícitament la de l'expressionisme alemany que Leopoldo freqüento amb les seves tisores en el quart de recompaginació, no convé perdre la pista del realisme de partida implícit en aquesta pel·lícula. Allí està en primer terme, la llar de la de classe mitjana modesta de 1937, moblatge i arranjaments de petita burgesia lleugerament cursi, cuina sense els additaments mecànics que en aquells temps eren privatius de l'alta burgesia, absència de personal de servei…. En els detalls casolans (el bany dels nens, el sopar, la rentada de la vaixella) o oficinesc (la vigilància del gerent, les converses furtives, el pesat treball de comptabilitat no mecanitzada) aquest realisme està igualment remarcat. Però La vuelta al nido no es queda allí, ja que el realisme no és la seva meta. En certa manera, res ocorre en tensions i enfrontaments, fora de la realitat psicològica d'Enrique Núñez. Les imatges mostren inclusivament el que pot ocórrer: el crim, la presó, la vellesa solitària. Va ser una audàcia d'excepció que Torres Ríos apel·lés d'una banda a raccontos en un doble joc (els nostàlgics que recorden esdeveniments reals, els imaginatius que albiren un possible fatal futur) i per un altre alternant aquests esquinços onírics, a resolucions realistes molt marcades. En tots dos casos mostrava un desprejuicio. Sense excedir el pudor inseparable del director, les escenes d'amor de la parella són d'una intimitat i gairebé d'una carnalitat -en abraçades urgents, carícies i petons- que llavors era desusat per al cinema argentí, inclusivament per al cinema nord-americà.” | » |